# Mikko Lehtonen (ur. 1994)
Mikko Lehtonen (ur. 16 stycznia 1994 w Turku) – fiński hokeista, reprezentant Finlandii, dwukrotny olimpijczyk.
Jego brat Matias (ur. 1995) także został hokeistą.

## Kariera
- TPS U16 (2009–2010)
- TPS U17 (2009–2010)
- TPS U18 (2010–2012)
- TPS U20 (2010–2013)
- TPS (2011–2013)
- TuTo (2013–2014)
- TPS (2014–2015)
- TuTo (2015)
- KooKoo (2015–2017)
- HV71 (2017)
- Tappara (2017–2018)
- HV71 (2018–2019)
- Jokerit (2019–2020)
- Toronto Maple Leafs (2021)
- Columbus Blue Jackets (2021)
- SKA Sankt Petersburg (2021–2022)
- ZSC Lions (2022–)

Wychowanek klubu Kiekko-67. Od juniorskich kategorii wiekowych rozwijał karierę w klubie TPS. Występował w seniorskiej drużynie klubu oraz był zawodnikiem fińskich zespołów TuTo i KooKoo. W lutym 2017 przeszedł do szwedzkiego klubu HV71. W maju 2017 został zaangażowany przez Tapparę, a rok później ponownie trafił do HV71. W kwietniu 2019 został zatrudniony przez stołeczny fiński klub Jokerit z Helsinek, występujący w rosyjskich rozgrywkach KHL. W maju 2020 ogłoszono jego transfer do kanadyjskiego zespołu Toronto Maple Leafs w NHL. 1 sierpnia 2020 poinformowano, że został wypożyczony z tego klubu do Jokeritu na sezon KHL (2020/2021). 20 listopada 2020 ogłoszono rozwiązanie jego umowy w Jokericie przy zastrzeżeniu, że klub zachowuje jego prawa zawodnicze w ramach KHL.
18 stycznia 2021 zadebiutował w NHL w barwach drużyny z Toronto i zagrał w niej dziewięć spotkań w rozpoczętym z opóźnieniem sezonie NHL (2020/2021). Niespełna dwa miesiące później, 12 marca został zawodnikiem amerykańskiego klubu Columbus Blue Jackets, w toku wymiany za swojego rodaka, bramkarza Veiniego Vehviläinena. W pierwszej połowie października 2021 został umieszczony na liście waivers. Kilka dni później ogłoszono jego powrót do SKA Sankt Petersburg w KHL. W maju 2022 podpisał dwuletni kontrakt ze szwajcarskim ZSC Lions.
W barwach reprezentacji juniorskich Finlancii uczestniczył w turniejach mistrzostw świata juniorów do lat 17 edycji 2011, mistrzostw Europy juniorów do lat 18 edycji 2012, mistrzostw świata juniorów do lat 20 edycji 2014. Z reprezentacją Finlandii seniorów uczestniczył w turniejach mistrzostw świata edycji 2017, 2019, 2022 oraz zimowych igrzysk olimpijskich 2018, 2022.
Jako zawodnik zyskał przydomek Bobi.

## Osiągnięcia
Reprezentacyjne
- Srebrny medal olimpijskiego festiwalu młodzieży Europy: 2011
- Złoty medal mistrzostw świata juniorów do lat 20: 2014
- Złoty medal mistrzostw świata: 2019, 2022
- Złoty medal zimowych igrzysk olimpijskich: 2022

Klubowe
- Złoty medal Jr. B2 SM-sarja: 2010 z TPS U17
- Srebrny medal Jr. B SM-sarja: 2011 z TPS U18
- Brązowy medal Jr. B SM-sarja: 2012 z TPS U18
- Brązowy medal Mestis: 2014 z TuTo
- Złoty medal mistrzostw Szwecji: 2017 z HV71
- Srebrny medal mistrzostw Finlandii: 2018 z Tapparą

Indywidualne
- Jr. A SM-liiga 2011/2012: najlepszy debiutant miesiąca - styczeń 2012
- Mestis 2013/2014:
  - Pierwsze miejsce w klasyfikacji +/- w sezonie zasadniczym: +22
  - Drugi skład gwiazd sezonu
- Mestis 2014/2015:
  - Pierwsze miejsce w klasyfikacji kanadyjskiej w fazie play-off: 9 pkt.
- Mistrzostwa Świata w Hokeju na Lodzie 2019/Elita:
  - Skład gwiazd turnieju[16][17]
- KHL (2019/2020):
  - Najlepszy obrońca tygodnia - 14 października 2019[18], 10 grudnia 2019[19]
  - Najlepszy obrońca miesiąca - listopad 2019[20], grudzień 2020[21], styczeń 2020[22]
  - Mecz Gwiazd KHL - zwycięski najazd w finale w barwach Dywizji Bobrowa (19 stycznia 2020)[23][24]
  - Najlepszy zawodnik tygodnia - 4 grudnia 2019[25]
  - Pierwsze miejsce w klasyfikacji strzelców wśród obrońców w sezonie zasadniczym: 17 goli
  - Piąte miejsce w klasyfikacji asystentów w sezonie zasadniczym: 32 asysty
  - Pierwsze miejsce w klasyfikacji asystentów wśród obrońców w sezonie zasadniczym: 32 asysty
  - Pierwsze miejsce w punktacji kanadyjskiej wśród obrońców w sezonie zasadniczym: 49 punktów
- Hokej na lodzie na Zimowych Igrzyskach Olimpijskich 2022 – turniej mężczyzn:
  - Trzecie miejsce w klasyfikacji +/- turnieju: +7[26]
  - Skład gwiazd turnieju[27]
- KHL (2021/2022):
  - Pierwsze miejsce w klasyfikacji średniego czasu na lodzie wśród obrońców w sezonie zasadniczym: 27,04 min.
- Mistrzostwa Świata w Hokeju na Lodzie 2022 (elita):
  - Trzecie miejsce w klasyfikacji asystentów w turnieju: 10 asyst[28]
  - Siódme miejsce w klasyfikacji kanadyjskiej w turnieju: 12 punktów[29]
  - Skład gwiazd turnieju
  - Najlepszy obrońca turnieju[30]